# Interlaken (Nova York)
Interlaken és una població dels Estats Units a l'estat de Nova York. Segons el cens del 2000 tenia 674 habitants.

## Demografia
Segons el cens del 2000, Interlaken tenia 674 habitants, 256 habitatges, i 175 famílies. La densitat de població era de 1.000,9 habitants/km².
Dels 256 habitatges en un 37,9% hi vivien nens de menys de 18 anys, en un 51,6% hi vivien parelles casades, en un 13,7% dones solteres, i en un 31,6% no eren unitats familiars. En el 28,1% dels habitatges hi vivien persones soles el 13,3% de les quals corresponia a persones de 65 anys o més que vivien soles. El nombre mitjà de persones vivint en cada habitatge era de 2,51 i el nombre mitjà de persones que vivien en cada família era de 3,05.
Per edats la població es repartia de la següent manera: un 28,6% tenia menys de 18 anys, un 6,2% entre 18 i 24, un 25,2% entre 25 i 44, un 20,8% de 45 a 60 i un 19,1% 65 anys o més.
L'edat mediana era de 39 anys. Per cada 100 dones de 18 o més anys hi havia 77,5 homes.
La renda mediana per habitatge era de 31.518 $ i la renda mediana per família de 40.625 $. Els homes tenien una renda mediana de 32.308 $ mentre que les dones 21.058 $. La renda per capita de la població era de 14.782 $. Entorn del 9,5% de les famílies i l'11,5% de la població estaven per davall del llindar de pobresa.